# Сімейне життя Мейбл
«Сімейне життя Мейбл» (англ. Mabel's Married Life) — американський короткометражний фільм 1914 року за участю Чарлі Чапліна.

## Сюжет
«Сімейне життя Мейбл» — цілий букет хитросплетінь, несподіванок і веселих випадковостей, що відбуваються то з представницькою дамою Мейбл, то з її чоловіком — маленьким чоловічком в казанку і з паличкою в руках.

## У ролях
- Чарльз Чаплін — чоловік Мейбл
- Мейбл Норманд — Мейбл
- Мак Свейн — Велінгтон
- Єва Нельсон — дружина Велінгтона
- Генк Манн — чоловік в барі
- Чарльз Мюррей — чоловік в барі
- Гаррі МакКой — чоловік в барі
- Діксі Чен — сусід
- Еліс Девенпорт — сусід
- Еліс Гауелл — сусід